# Sorok Tatary
Sorok Tatary (lit. Keturiasdešimt Totorių) − wieś na Litwie, w okręgu wileńskim, w rejonie wileńskim, w gminie Pogiry, na południe od Wilna. W 2011 roku liczyła 451 mieszkańców. Miejscowość zamieszkana jest przez Tatarów. Znajduje się w niej drewniany meczet tatarski z 1815 roku otoczony cmentarzem muzułmańskim (mizarem) z nagrobkami pochodzącymi z XVI i XVII wieku. Łącznie we wsi są cztery mizary: Wielka Zireć, Drozdowska Zireć, Stara Zireć i mizar przy meczecie. Ponadto działają szkoła podstawowa i Dom Wspólnoty Tatarskiej (od 2014 roku).

## Historia
Sorok Tatary to jedna z najstarszych osad tatarskich na Litwie. Według tradycji, Tatarów osiedlił tu książę Witold, który po wyprawie nad Don w 1397 roku, sprowadził jeńców pojmanych w bitwach stoczonych z chanem perekopskim. Jedna z wersji głosi, że nazwa wsi (starorus. sorokъ ‘czterdzieści’) pochodzi od 40 rodzin tatarskich sprowadzonych przez Witolda, według innej − od czterech rotmistrzów tatarskich, których żony urodziły w sumie 40 synów. W 1558 roku wzmiankowany jest po raz pierwszy miejscowy meczet, który spłonął potem w czasie wyprawy Napoleona na Rosję.
W XIX i w początkach XX w. położone były w Rosji, w guberni wileńskiej, w powiecie trockim, w gminie Międzyrzecz. Po I wojnie światowej pod administracją polską, w Zarządzie Cywilnym Ziem Wschodnich. W latach 1920–1922 w składzie Litwy Środkowej.
Od 11 kwietnia 1922 leżały w Polsce, w województwie wileńskim, w powiecie wileńsko-trockim, do 1 kwietnia 1927 w gminie Landwarowo, następnie w gminie Rudomino.
Po II wojnie światowej w granicach Związku Sowieckiego. Od 1991 na niepodległej Litwie.

### Demografia
Około 1905 roku miejscowość liczyła 321 mieszkańców (310 – w okolicy, 6 – w zaścianku, 5 – w majątku), w 1931 roku – 272 mieszkańców, w 1959 roku – 264 mieszkańców, w 1970 roku – 375 mieszkańców, w 1979 roku – 452 mieszkańców, w 1989 roku – 396 mieszkańców, w 2001 roku – 438 mieszkańców.